# Jean du Bec-Crespin
Pour les articles homonymes, voir Crespin et Bec (homonymie).
Pour les autres membres de la famille, voir Famille Crespin du Bec.
Jehan du Bec-Crespin (né vers 1540 - mort le 20 janvier 1610) fut évêque de Saint-Malo et écrivain français.

## Biographie

### Jeunesse
Jean du Bec nait en 1540 il est le 2e fils de Charles du Bec, baron de Bourris, et de Marie de Cléry de Gousserville, il nait au sein d'une famille établie en Normandie depuis le Xe siècle, ayant donné plusieurs personnages célèbres, dont son oncle, Philippe du Bec, évêque de Vannes puis de Nantes avant de devenir archevêque de Reims.
Il effectue dans un premier temps plusieurs voyages en Égypte, Palestine, ou encore au Levant.
Ayant embrassé avec son père la foi protestante après 1562, il prend part aux guerres de Religion et est blessé à Issoire. Quittant la carrière militaire et abjurant le protestantisme en février 1572, il se vit conférer ses lettres d'absolution par son oncle le 1er novembre 1577.

### Carrière ecclésiastique
Il entre dans les ordres en 1577 , il est nommé abbé commendataire de Mortemer en 1578 puis devient doyen du chapitre cathédral de Nantes.
Son oncle ayant été promu archevêque de Reims, il ne réussit pas à obtenir sa succession comme évêque de Nantes en 1594 et décide de permuter ce siège épiscopal avec celui de Saint-Malo dont le titulaire était alors Bourgneuf de Cucé, ne recevant toutefois ses bulles que le 18 septembre 1598
Conseiller du roi, il est sacré à Paris, en la chapelle de la reine, le 14 mars 1599, par le cardinal Pierre de Gondi, évêque émérite de Paris, assisté d'Henri de Gondi et d'Henri d'Escoubleau de Sourdis, évêques de Paris et de Maillezais. Son entrée solennelle à Saint-Malo n'a lieu toutefois que le 4 avril suivant. Dubec-Crespin meurt le 20 janvier 1610, en son manoir de Saint-Malo-de-Beignon, résidence d'été des évêques de Saint-Malo. Son cœur et ses entrailles sont alors inhumés en l'église du lieu tandis que son corps rejoint l'abbaye de Mortemer.

## Armes
Fuselé d'argent et de gueules, timbré d'une crosse et d'une mitre.

## Publications
- Discours de l'Antagonisme du Chien et du Lièvre, ruses et propriétéz d'iceux, 1593.
- Histoire du Grand Tamerlanes où sont décrits les rencontres, escarmouches, batailles, sièges, assauts, escalades, prinses de villes et places fortes, deffendues, assaillies avec plusieurs stratagemes de guerre qu'il a conduits et mis à fin, durant son règne, de quarante ou cinquante ans: Avec autres instructions pour la guerre qui ne doivent estre ignorées de ceux qui veulent attaindre à la science des armes. Tirés des monumens antiques des Arabes, Rouen, 1595. Nouvellement revue et corrigée, Rouen, Loys Loudet, 1614. Cet ouvrage traite des Tartares et de Tamerlan, descendant de Gengis Khan, que les orientaux appellent Timour-Long.
- Paraphrase sur le sens mystique et littéral des psaumes du roi et prophète David.

### Sources
- Amédée Guillotin de Corson, Pouillé historique de l'archevêché de Rennes, Rennes, Fougeray et Paris, René Haton, 1880-1886, 6 vol. in-8o br., couv. impr. (disponible sur Gallica).
- (en) Joseph Bergin The Making of French Episcopate (1589-1661) Yale University Press 1996  (ISBN 978-0300067514) p. 612.